# Vatica flavida
Vatica flavida är en tvåhjärtbladig växtart som beskrevs av Foxworthy. Vatica flavida ingår i släktet Vatica och familjen Dipterocarpaceae. Inga underarter finns listade i Catalogue of Life.